# 빅 카툰 데이터베이스
빅 카툰 데이터베이스(Big Cartoon DataBase, BCDB)는 애니메이션 영화 및 애니메이션 TV 프로그램, 이른바 카툰에 대한 온라인 데이터베이스이다. BCDB 프로젝트는 1996년 Dave Koch가 자신의 컴퓨터에 디즈니 단편 영화의 목록을 만든 데서 시작하였다. 소재가 증가함에 따라 1998년 성우, 프로듀서, 감독 등의 정보를 검색할 수 있는 온라인 데이터베이스로 만들었다.